# نادي لوكوموتيف بلوفديف
نادي لوكوموتيف بلوفدي (بالبلغارية: ПФК Локомотив Пловдив)‏: نادي كرة قدم بلغاري من مدينة بلوفديف يلعب في دوري الدرجة الأولى لكرة القدم في بلغاريا، وملعبه الرسمي هو ملعب لوكوموتيف (المعروف أيضا بأسم لاوتا)، وويتسع الملعب ل10000 متفرج.
في 2003-2004 فاز لوكوموتيف بلقب الدوري وأصبح بطل بلغاريا،وبفارق ثلاث نفاق عن ليفسكي صوفيا البلغاري الذي حل بالمركز الثاني. وقد فاز لوكوموتيف بلوفديف أيضا بكأس السوبر البلغاري في عام 2004 وكأس الجيش السوفياتي عام 1983. أكبر نجاح النادي في أوروبا هو الوصول إلى الدور الثالث من كأس المعارض المشتركة بين المدن في عام 1965، بعد خسارته امام يوفنتوس الإيطالي في مباراة مباراة فاصلة.

## معرض صور

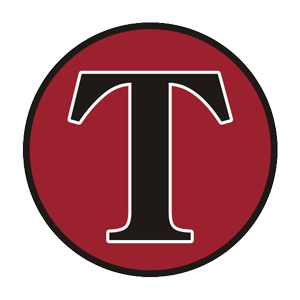

- ملف:Loko50.png
- ملف:Loko85.png
- ملف:Loko70.png

## وصلات خارجية
- Official website (بالبلغارية)
- Official fan-website (بالبلغارية)
- Historical fan-website (بالبلغارية)
- Official Facebook page

(بالبلغارية)